# France Boutique
Pour les articles homonymes, voir Boutique.
Pour plus de détails, voir Fiche technique et Distribution.
France Boutique est un film français réalisé par Tonie Marshall et sorti en France le 8 mars 2003.

## Synopsis
France et Olivier Mestral sont mariés depuis dix ans et ont créé ensemble une entreprise de télé-achat. Mais la compagnie peine à atteindre ses objectifs et le couple décide de trouver un partenaire financier.

## Fiche technique
- Titre : France Boutique
- Réalisation : Tonie Marshall
- Scénario et dialogues : Tonie Marshall et Pierre Erwan Guillaume
- Directeur de la photographie : Jean-François Robin
- Montage : Jacques Comets
- Son : Éric Devulder, Gérard Hardy, Jean-Pierre Laforce
- Costumes : Anaïs Romand
- Musique originale : Pierre Aviat
- Producteurs : Fabienne Vonier, Olivier Bomsel et Gilles Sandoz
- Production : Pyramide Productions - Tabo Tabo Films - Maïa Films présentent
en coproduction avec France 2 Cinéma - M6 Films
avec la participation de Canal+ - M6 - CinéCinéma 
en association avec Gimages 6
et avec le soutien de la région Île-de-France
- Distribution France : Pyramide Distribution
- Pays d'origine :  France
- Année de production : 2003
- Durée : 95 min
- Date de sortie :  8 mars 2003

## Distribution
- Karin Viard : France
- François Cluzet : Olivier
- Judith Godrèche : Estelle
- Bernard Menez : Marcus
- Micheline Presle : Nicole
- Nathalie Baye : Sofia
- Mikaël Chirinian : Yvan
- Hélène Fillières : Marine
- Julien Lucas : Walter
- Jean-Yves Chatelais : Frédéric
- Valérie Bonneton : Norma
- Noémie Lvovsky : Monique
- Vincent Debost : Pascal
- Vincent Lecœur : Olivier
- Jean-Claude Frissung : Professeur Berrier
- Sylviane Duparc : Agnès, la boulimique
- David Pujadas : Journaliste
- Patrick Mercado : Nono
- Cédric Delsaux : Jeune homme hôtel
- Denis Sebbah : Flic
- Alexandre Carrière : Jeune flic
- Élodie Frenck : Standardiste
- Nicolas Ronchi : Serveur cantine
- Jean-Claude Donda : Acteur Audi
- Yasmina : Marocaine hammam
- Nicolas Bomsel : Témoin Jean
- Gaëlle Vincent : Jasmine
- Cédric Hergault : Assistant Marcus
- Larry Radic : Standardiste plateforme
- Anna D'Annunzio : « Brigitte Bardot »
- Anne Fairerol : « Anna Karina »
- Ginie Van De Noort : Eliette
- Éric Frechon : Cuisinier vidéo télé-achat
- Michel Delburgo : Cuisinier plateau
- Illona : Fille film porno 1
- Dolly Golden : Fille porno 2
- Marc Barrow : Homme film porno
- Nicolas Guillot : Voisin film Epile Tout Poil
- Sonia Fillaud : Grande femme film Epile Tout Poil
- Kathrin Stritz : Femme 1 couple salon musique
- Marianne Puech : Femme 2 couple salon musique
- Hans Pape : Homme 1 couple salon musique
- Arnaud Le Bozec : Homme 2 couple salon musique
- Audrey Laurent : Standardiste hall
- Franck Capdavila : Maquilleur
- Philippe Songor : L'Hindou
- Frédérique Bel : Fille 1 sublime
- Karine Bazin : Fille 2 sublime
- Ludmila Henry, Ginie Van De Noort, Laura Weissbecker et Diane Benages : Les 4 Filles en collant